# Роман (Танг)
Архиепископ Роман (в миру Роман Йоханнович Танг, эст. Roman Tang; 3 октября 1893, Аренсбург — 18 июля 1963, Вильнюс) — епископ Русской православной церкви, архиепископ Виленский и Литовский.

## Биография
Родился 3 октября 1893 года в Аренсбурге (ныне Курессааре, Эстония). Крещен в Никольской церкви Аренсбурга 10 октября протоиереем Александром Кудрявцевым. Его отец Иоган Юрьевич был убежденным лютеранином, а мать Мелания Георгиевна православная. По собственному признанию: «Оба они были люди простые, честные, трудолюбивые и исключительно набожные. Между родителями нередко происходили оживленные споры на религиозные темы. Эти споры всегда кончались победой матери, весьма начитанной и недурно разбиравшейся в Священном Писании».
В 1909 году окончил Аренсбургское городское училище.
Трудовую деятельность начал в судебном ведомстве, а с началом Первой мировой войны поступает в военное училище и принимает участие в боевых действиях русской армии.
В 1916 году — окончил Московские общеобразовательные курсы, где при испытательной комиссии выдержал экзамен на аттестат зрелости.
После революции 1917 года молодой человек возвращается в Эстонию и служит в различных ведомствах канцелярским работником.
В 1920-е годы был чтецом и певчим. Изучал церковные дисциплины, необходиме для пастырского служения.
7 марта 1931 году был рукоположен митрополитом Александром (Паулусом) во диакона, а 8 марта — во священника к Богоявленскому храму города Йыхви.
С 1 марта 1933 года — священник церкви Пюхтицкого женского монастыря.
С 9 июня 1940 года снова назначен священником Йыхвинского Богоявленского храма в помощь больному настоятелю и благочинному округа протоиерею Александру Мяннику.
С 6 мая 1949 — настоятель того же храма и благочинный округа.
17 марта 1950 года определен епископом Таллинским, викарием Ленинградской епархии. 
Будучи безбрачным, 7 апреля 1950 года в Псково-Печерском монастыре пострижен в монашество игуменом Пименом (Извековым). 14 апреля 1950 года возведён в сан архимандрита.
Хиротонисан во епископа  в Никольском кафедральном соборе города Ленинграда 16 апреля 1950 года. Хиротонию совершили патриарх Алексий I, митрополит Ленинградский Григорий (Чуков) и епископ Лужский Симеон (Бычков).
26 марта 1951 года утвержден епископом Таллинским и Эстонским. 
В июле 1952 года, после кончины епископа Симеона, митрополит Григорий испросил разрешения временно, до назначения нового лица, возложить обязанности викария Ленинградской епархии на епископа Романа. По поручению митрополита неоднократно выезжал в приходы Ленинградской, Новгородской и Псковской епархий для совершения богослужений и освящения престолов, в т. ч. в г. Боровичи и в Новую Ладогу.
Председатель Комиссии по организации похорон митрополита Григория, работавшей с 5 по 12 ноября 1955 года. Временно управлял Ленинградской епархией до 28 ноября 1955 года. 
20 декабря 1955 года назначен епископом Лужским, викарием Ленинградской епархии в помощь новоназначенному тяжело болевшему митрополиту Ленинградскому и Новгородскому Елевферию (Воронцову).
С 23 июля 1956 года — епископ Ивановский и Кинешемский. Принимал в епархию духовенство, изгоняемое с прежних мест служения — протоиерея Ростислава Лозинского из Тарту, Андрея Сергеенко — из Ленинграда.
С 9 декабря 1958 года — епископ Курский и Белгородский.
С 21 мая 1959 года — архиепископ Виленский и Литовский, священноархимандрит Виленского Свято-Духова монастыря. В 1960 году дал приют в монастыре сёстрам закрытого Виленского женского Марие-Магдалининского монастыря.
В июне 1963 года помещён в больницу в связи с обострением диабета. 15 июля утром произошло кровоизлияние в мозг.
Скончался 18 июля 1963 года в Вильнюсе. По поручению патриарха Алексия (Симанского) погребение возглавил архиепископ Можайский Леонид (Поляков), в нём участвовал архиепископ Горьковский и Арзамасский Иоанн, в своё время бывший близким сотрудником почившего по Таллинской епархии. Похоронен в архиерейской усыпальнице Свято-Духовского монастыря в Вильнюсе.